# Pramface (serie de televisión)
Pramface es una serie de comedia de BBC Three protagonizada por Scarlett Alice Johnson, Sean Michael Verey, Ben Crompton, Bronagh Gallagher, Anna Chancellor y Angus Deayton. Escrita por Chris Reddy y producida por BBC/Little Comet, la primera temporada se compone de seis episodios, la segunda temporada de siete y la tercera de seis de 30 minutos de duración. El final de la serie fue emitido el 25 de marzo de 2014.
La serie se estrena en España en febrero de 2013 con el título de Me Acosté Con Un Adolescente en el canal Cosmopolitan TV.

## Sinopsis
Un grupo de amigos formado por Jamie, Mike y Beth tras terminar sus exámenes del instituto se dirigen a una fiesta para celebrarlo. Mientras tanto Laura, una chica de 18 años, animada por su mejor amiga Danielle se escapa del toque de queda impuesto por sus padres y se dirige al mismo lugar; tanto Jamie como Laura están dispuestos a pasárselo bien. Tras conocerse en la fiesta y tomarse unas copas de más, acaban acostándose y a la mañana siguiente Jamie le deja a Laura una nota con su número de teléfono y se marcha. Semanas después, Laura se encontrará una sorpresa inesperada: no solo está embarazada, sino que Jamie tan solo tiene 16 años. A partir de este momento, la vida comenzará para ambos, aunque no de la manera en que ellos se esperaban.

## Reparto
- Laura Derbyshire - Scarlett Johnson
- Jamie Prince - Sean Michael Verey
- Mike Fenton - Dylan Edwards
- Beth Mitchell - Yasmin Page
- Danielle Reeves - Emer Kenny
- Alan Derbyshire - Angus Deayton
- Janet Derbyshire - Anna Chancellor
- Keith Prince - Ben Crompton
- Sandra Prince - Bronagh Gallagher

## En línea
La promoción de la serie contó con una exhaustiva campaña en línea. Además de los vídeos promocionales e información de los personajes en la web de la BBC, el guionista y los actores escribieron una serie de posts acerca de la serie para el blog de TV de la BBC y el blog de BBC Three. Se creó una página de Facebook para los fanes, y uno de los personajes principales, Mike Fenton, contaba con su propia cuenta de Twitter en la cual comentaba no solo lo que sucedía en los episodios, sino que también hacía referencia a otras cosas que sucedían mientras tanto en el mundo real. Para complementar la cuenta oficial de Twitter creada para la serie, los fanes crearon cuentas no oficiales para el resto de los personajes, Beth, Laura and Jamie, en las cuales tuiteaban sus comentarios y sus puntos de vista acerca de sucesos que ocurrían en la vida real. Ninguna de estas cuentas pertenecía oficialmente a la BBC.